# Ismailia

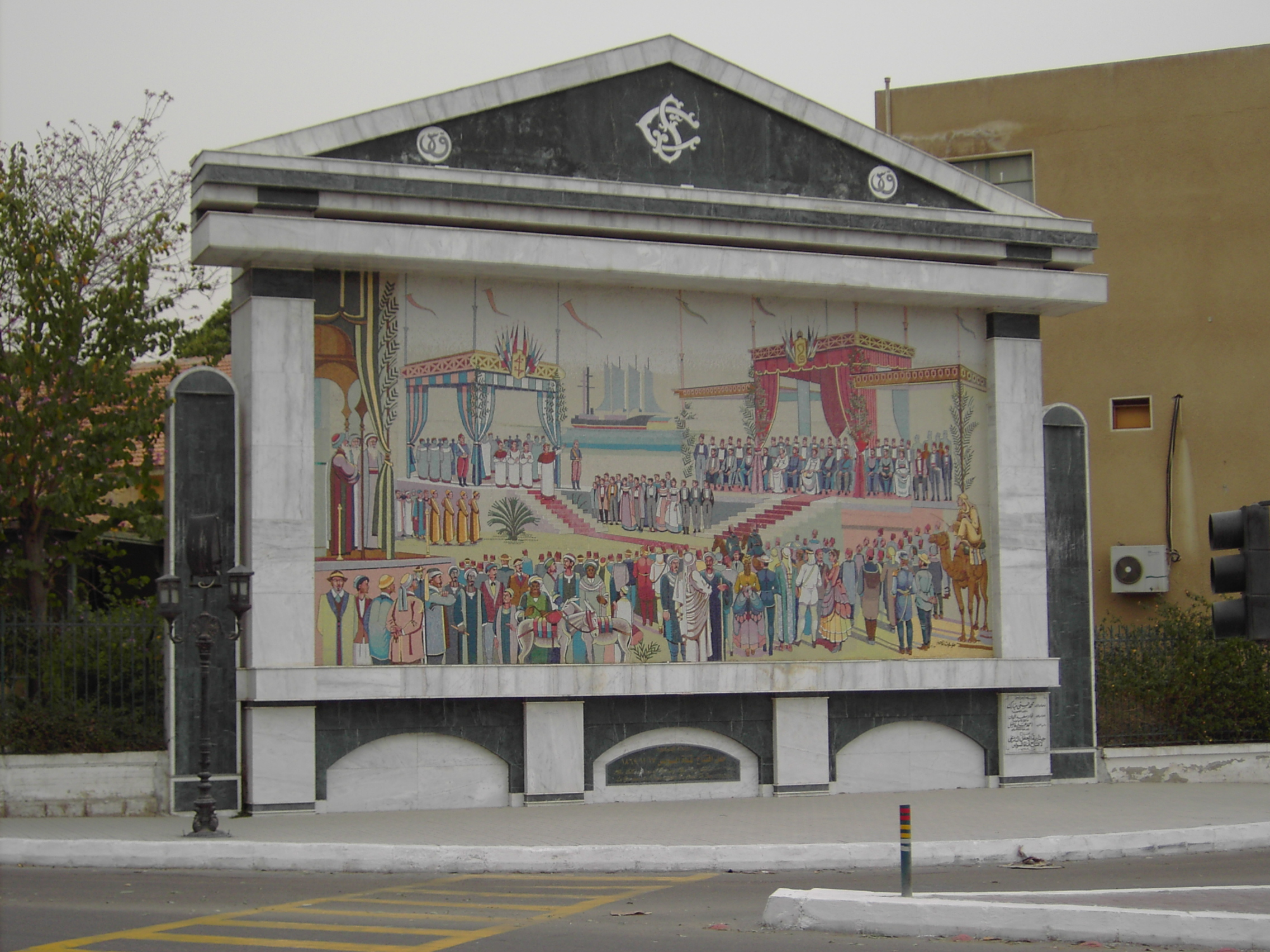
Denkmal zur Eröffnung des Suezkanals

Ismailia oder Ismailija (arabisch الإسماعيلية, DMG al-Ismāʿīlīya, französisch Ismaïlia) ist eine Stadt in Ägypten. Sie liegt beim Timsahsee, einem den Bitterseen vorgelagerten Salzsee, am Suezkanal, in der Mitte zwischen Port Said im Norden und Sues im Süden, etwa 120 km von Kairo entfernt. Sie wurde 1863 von Ferdinand de Lesseps mit dem Stadtnamen Timsah gegründet, schon bald aber nach dem ägyptischen Khediven (Vizekönig) Ismail Pascha benannt.
Ismailia gehört zum Gouvernement al-Ismaʿiliyya, dessen Hauptstadt sie ist. Die Stadt hat 386.372 Einwohner (Stand 1. Juni 2017). Im Großraum Ismailia leben etwa 750.000 Einwohner.
Ismailia ist mit Kairo über einen 128 Kilometer langen, einst durchgängig schiffbaren, Süßwasser führenden Kanal, den sogenannten Ismaïlia-Kanal, verbunden. In der Nähe der Stadt liegt die el-Ferdan-Brücke, die längste Drehbrücke der Welt.
In Ismailia selbst befindet sich der Sitz der Kanalbehörde Suez Canal Authority, die die Verwaltung des Kanals übernimmt und den Schiffsverkehr regelt; seit 1932 gibt es das im neo-pharaonischen Stil erbaute Ismailia-Museum, in dessen Garten Skulpturen aus der nahe gelegenen archäologischen Stätte Tell el-Maskhuta (Pithom) aufgestellt sind, die beim Bau des Ismailia-Kanals entdeckt wurden. Seit 1976 beherbergt Ismailia die Sueskanal-Universität.

## Geschichte
Ursprünglich wurde Ismailia als Wohnstadt der Kanalarbeiter, Ingenieure und Beamten, die meist aus Frankreich, Großbritannien und Griechenland stammten, angelegt. Die Grundsteinlegung erfolgte am 17. April 1862 durch den Generalinspektor der Suez Canal Company und erhielt anfänglich den Namen Dorf Timsāḥ (arabisch قرية التمساح Qaryat at-Timsāḥ). Nach der Thronbesteigung des Khediven (Vizekönigs) Ismail Pascha am 18. Januar 1863 wurde diese Siedlung in Ismailia umbenannt und Hauptstadt des Kanal-Gouvernements. Während der Kanalarbeiten war sie die wichtigste Stadt entlang des Suezkanals und Hauptquartier der Suezkanal-Gesellschaft. Um die Trinkwasserversorgung sicherzustellen, wurde zwischen 1861 und 1863 der Süßwasserkanal, auch Ismāʿīlīya-Kanal genannt, von französischen Ingenieuren vom Nil in Schubra al-Chaima durch das Wadi Tumilat nach Ismailia angelegt.
Im Jahr 1864 gab es in der Siedlung bereits mehrere Straßen mit Wohngebäuden, einem zentralen Platz und einem Regierungsgebäude. 1868 erfolgte der Anschluss an das Eisenbahnnetz. Glanz und Bedeutung der Stadt gingen jedoch so schnell verloren wie sie gekommen waren. Nach dem Abschluss der Kanalarbeiten und der Eröffnung des Kanals am 17. November 1869 wurde nämlich der Großteil der Arbeiter nach Port Said umgezogen.
Zwischen 1870 und 1890 lebten hier etwa 3.000 Einwohner. In der Folgezeit nahm die Bevölkerungsanzahl stetig zu. 1928 wurden bereits 15.507 Einwohner und 1950 etwa 50.000 Einwohner gezählt. Dies waren vorwiegend Ausländer. Bis zum Abzug der Briten 1954 nutzten sie Ismailia auch als Garnisonsstadt. Hier war das Hauptquartier des britischen Militärs und das zivile Verwaltungszentrum der Kanalzone angesiedelt. Die Truppen waren hauptsächlich im südwestlichen Vorort Moascar (arabisch المعسكر al-Muʿaskar ‚das Truppenlager‘) stationiert. Seit 1916 besaßen die Briten 4 Kilometer westnordwestlich der Stadt auch einen Militärflughafen, das Royal Air Force Ismailia Airfield, der heute vom ägyptischen Militär genutzt wird. Ein weiterer Militärflugplatz wurde durch die Briten in den 1930er Jahren errichtet, die 19 Kilometer südsüdöstlich gelegene Royal Air Force Base Deversoir (LG-209).
1916 gelangte ʿAbdul-Baha' (1844–1921), der älteste Sohn des Religionsstifters Bahāʾullāh, nach Ismailia und gründete im Umfeld der Stadt ein Baha’i-Zentrum. 1928 gründete der Grundschullehrer Hasan al-Bannā (1906–1949) die Muslimbrüder. El-Bannāʾ trat schon seit 1926 als Prediger in den hiesigen Cafés auf. Anfänglich wurde die Bruderschaft noch von der Suezkanal-Gesellschaft unterstützt, damit hier eine Schule und eine Moschee gegründet werden konnte. Die Muslimbruderschaft verhinderte jedoch die Ausbreitung der Religion der Baha’i. Die Bruderschaft wuchs sehr rasch. Zu Beginn der 1940er-Jahre entstand der geheime militärischer Flügel der Bruderschaft. Die Feindlichkeit der Bruderschaft gegenüber den Briten wurde immer sichtbarer. Sie führten antibritische Anschläge durch und unterstützten die Palästinenser im sich abzeichnenden Nahostkonflikt im damaligen Mandatsgebiet Palästina. Der Kampf der Bruderschaft gegen die Briten führte am Ende der 1940er-Jahre zu einem regelrechten Kleinkrieg, und die Bruderschaft unterstützte dann auch den Umsturz der „Freien Offiziere“ im Juli 1952.
Seit Oktober 1951 kam es immer häufiger zu Auseinandersetzungen zwischen britischen Truppen und örtlichen ägyptischen Polizeieinheiten. Der Höhepunkt wurde am 25. Januar 1952 erreicht, als bei einem sechsstündigen Gefecht 41 ägyptische Polizisten in einem Polizeiposten getötet wurden. Der 25. Januar wurde später zum Ehrentag der ägyptischen Polizei. Einen Tag später gelangte diese Nachricht nach Kairo, wo es zu Ausschreitungen gegen die britische Besatzung und Brandschatzungen an Läden, Kinos und Hotels kam, die mit europäischen Interessen in Verbindung gebracht wurden. Die Ereignisse gingen als „Brand von Kairo“ in die Geschichte ein und führten sechs Monate später zum Sturz der agyptischen Monarchie durch Gamal Abdel Nasser.
Ismailia wurde zum Sitz der Suez Canal Authority, die durch Gesetz am 26. Juli 1956 gegründet wurde. 1963 wurde sie die Stadt Hauptstadt des Gouvernements al-Ismaʿiliyya, das aus der Teilung des Kanal-Gouvernements hervorgegangen ist.
Nach dem Sechstagekrieg 1967 verließen zahlreiche Einwohner die Stadt oder wurden evakuiert. Am 6. Oktober 1973 überschritten ägyptische Streitkräfte an fünf Stellen entlang des Suezkanals, so auch im Norden der Stadt, den Suezkanal und leiteten somit den Jom-Kippur-Krieg, in Ägypten Oktober-Krieg genannt, ein. Am 24. Oktober 1973 wurde der von der Uno erreichte Waffenstillstand ausgerufen. Ismailia war in dessen Folge von August 1974 bis Juli 1979 das Hauptquartier der United Nations Emergency Force (UNEF II). Auch heute sind noch Militärbeobachter der United Nations Truce Supervision Organization hier vor Ort stationiert. Die Einwohner sind aber nach dem Waffenstillstand nur zum Teil in die Stadt zurückgekehrt.
Von August 1974 bis Juli 1979 war die Stadt Hauptquartier der United Nations Emergency Force (UNEF II). 2008 sind noch rund 10 Militärbeobachter der United Nations Truce Supervision Organization (UNTSO) in der Stadt stationiert.
2006 lebten in der Stadt etwa 293.000 Einwohner, im Großraum Ismailia etwa 750.000 Einwohner.

## Wirtschaft und Infrastruktur

### Bildungswesen
Seit 1976 ist Ismailia Universitätsstadt. Die in mehreren Städten vertretene Sueskanal-Universität richtete hier zwölf der 28 Fakultäten ein.

### Sport
Das in der Stadt gelegene Ismailia Stadium wird vom Fußballklub Ismaily SC und für Großereignisse wie die Fußball-Afrikameisterschaft 2006 verwendet.

### Verkehr

#### Straße
Ismailia ist über die Autobahn 4 an Kairo angebunden, die im Nordwesten die Stadt passiert. Die Entfernung nach Kairo beträgt etwa 130 Kilometer. Die Autobahn führt weiter über al-Qantara (44 Kilometer) nach Port Said (80 Kilometer). Von der Autobahnabfahrt geht es nach Osten weiter über die Fernverkehrsstraßen 49 und 31, und man erreicht die Stadt im Süden.
Etwa vier Kilometer östlich der Stadt Ismailia verkehrt die Autofähre Nimra Sitta (Nummer 6), die das West- mit dem Ostufer des Sueskanals entlang der Fernverkehrsstraße 31 verbindet. Die Fähren können natürlich nur dann fahren, wenn gerade keine Schiffe auf dem Kanal unterwegs sind. Die nächste Brücke gibt es in el-Qanṭara im Norden und einen Tunnel in Sues unter dem Kanal.

#### Eisenbahn

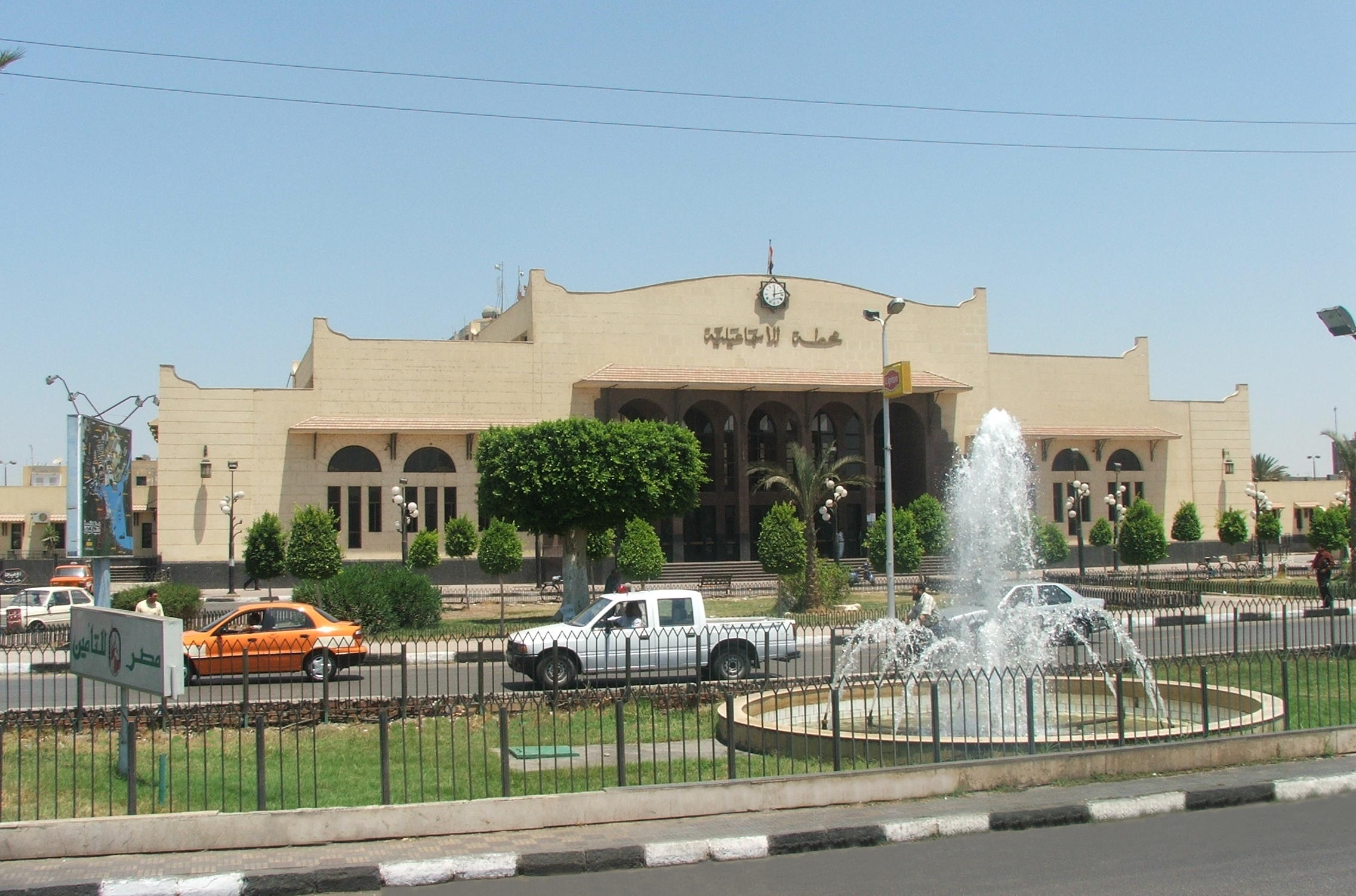
Bahnhof von Ismailia

Über den Bahnhof von Ismailia bestehen Zugverbindungen nach Kairo, Sues und Port Said. Die ca. 12 km nördlich von Ismailia gelegene El-Ferdan-Brücke, die längste Drehbrücke der Welt, verbindet eingleisig die Sinai-Bahn östlich des Sueskanals mit dem übrigen ägyptischen Eisenbahnnetz und bietet zugleich eine zweispurige Straßenverbindung über den Kanal.

#### Binnenschifffahrt
Im Süden des Stadtzentrums gibt es Schiffsanlegestellen.

#### Luftverkehr
Ismailia besitzt keinen zivilen Flughafen. Der Flugplatz Al Ismailiyah Air Base im Nordwesten wird von der ägyptischen Luftwaffe betrieben.

## Kultur

### Religion

#### Moscheen

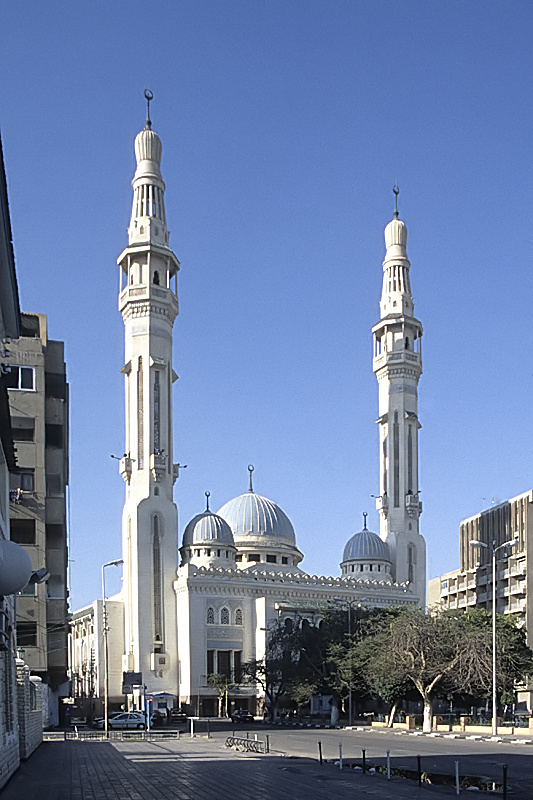
Abu-Bakr-Moschee

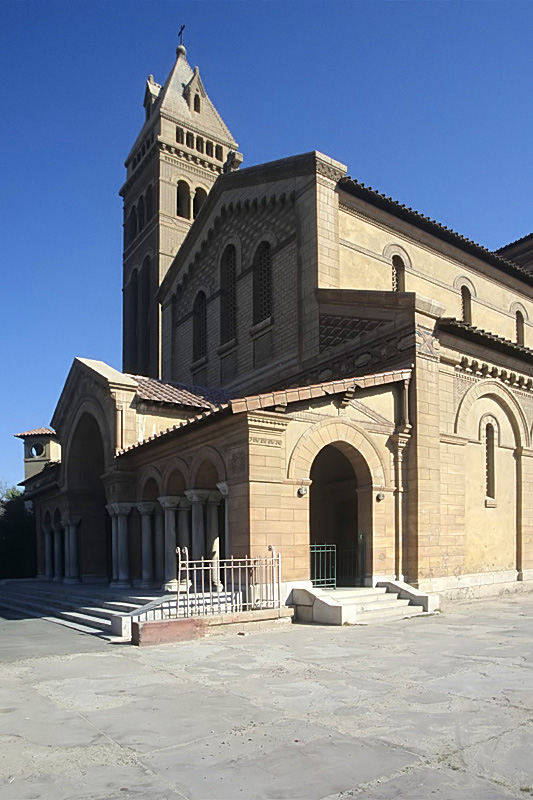
Kirche hl. Markus

- Abu-Bakr-Moschee (مسجد ابو بكر الصديق Masǧid Abū Bakr aṣ-Ṣadīq). 1999 im Norden des Gumhiriya Sq. errichtete Moschee mit zwei 91 Meter hohen Minaretten. Der Gebetsraum wird von einer großen Kuppel überdacht. In den Ecken des Umgangs befinden sich vier kleinere Kuppeln.
- Chalid-ibn-el-Walid-Moschee (مسجد خالد بن الوليد Masǧid Chālid bin al-Walīd), auch Sultan-Husein-Moschee. Moschee im Südosten der El Thawra St.
- El-Abbasi-Moschee (الجامع العباسي al-Ǧāmiʿ al-ʿAbbāsī). 1898 (1316 AH) im arabischen Viertel errichtete Moschee im osmanischen Stil mit einem Minarett in der Südost-Ecke. Sie ist die älteste Moschee der Stadt.
- El-Isma'ili-Moschee (المسجد الاسماعيلي al-Masǧid al-Ismāʿīlī) Moschee nördlich der Bahnlinie.

#### Kirchen
- Kirche hl. Markus. Die koptisch-katholische Kirche wurde 1929 vom Architekten Louis-Jean Hulot (1871–1959) als Kirche des hl. François-de-Sales errichtet. Sie befindet sich an der östliche Seite der Ahmed Orabi St.
- Kirche hl. Menas. Diese griechisch-orthodoxe Kirche wurde zwischen 1921 und 1935 errichtet. Die dreischiffige, farbig ausgemalte Kirche besitzt eine steinerne Ikonenwand.
- Kirche hl. Georg. Diese einfache Kirche wurde als erste griechisch-orthodoxe Kirche um 1865 errichtet.
- Maronitisch-presbyterianische Kirche. Die Kirche westlich der Ahmed Orabi St. wurde 1951 errichtet.
- Kirche hl. Georg. Koptisch-orthodoxe Bischofskirche.
- Evangelische Kirche (الكنيسة الإنجيلية al-Kanīsa al-Inǧīlīya). Kirche unmittelbar südlich des Süßwasserkanals im Bereich der Ahmend Orabi St.
- Pauluskirche (كنيسة الانبا بولا Kanīsat al-Anbā Būlā). Die moderne Kirche mit ihren beiden hohen Glockentürmen befindet sich in unmittelbarer Nähe zum Commonwealth War Cemetery. Südlich der Kirche befindet sich ein ausgedehnter christlicher Friedhof.

## Literarische Rezeption
Ismailia in heutiger und vergangener Zeit findet ausführliche Erwähnung in Markus Werners Roman Der ägyptische Heinrich von 1999, in dem der Schweizer Autor die Lebensgeschichte seines Ur-Urgroßvaters Heinrich Bluntschli und dessen Rolle als Direktor der Post in Ismaïlia in den 1860er Jahren nachzeichnet.

## Persönlichkeiten
- Aura Herzog (1924–2022), israelische Sozial- und Umweltaktivistin, First Lady Israels (1983–1993)
- Henri Roger (* 1951), französischer Musiker
- Rafic Nahra (* 1959), libanesischer Geistlicher, Weihbischof im Lateinischen Patriarchat von Jerusalem
- Hosni Abd-Rabou (* 1984), ägyptischer Fußballspieler
- Abdallah Said (* 1985), ägyptischer Fußballspieler
- Ahmed Hegazy (* 1991), ägyptischer Fußballspieler
- Mohamed Awad (* 1992), ägyptischer Fußballspieler
- Ahmed Alaaeldin (* 1993), katarisch-ägyptischer Fußballspieler
- Sara Ahmed (* 1998), Gewichtheberin